# Micranthemum glomeratum
Micranthemum glomeratum là một loài thực vật có hoa trong họ Mã đề. Loài này được (Chapm.) Shinners mô tả khoa học đầu tiên năm 1964.